# Richard St. Barbe Baker
Richard St. Barbe Baker (né le 9 octobre 1889 et mort le 9 juin 1982) est un forestier, écrivain et militant écologiste britannique, qui a grandement contribué aux efforts de reforestation dans le monde. Il a fondé et dirigé une organisation internationale, encore active aujourd'hui, dont les membres s'occupent de reforestation.

## Biographie

### Jeunesse
Richard St. Barbe Baker est né le 9 octobre 1889 à West End dans le Hampshire, fils de John Richard St Barbe Baker et de Charlotte Purrott. Il est le frère de Thomas Guillaume St. Barbe Baker, et descendant d'une lignée de fermiers, de pasteurs et d'évangélistes, avec quelques aventuriers parmi ses ancêtres. Encore tout enfant, il est attiré par le jardinage et, comme la maison familiale de Beacon Hill est entourée par un bois, il commence à explorer la forêt dès son plus jeune âge. Il devient habile dans les travaux manuels et a toujours cru dans ses valeurs au long de sa vie.
Le père de St. Barbe Baker souhaite son entrée au séminaire ; il est donc envoyé à 13 ans à la Dean Close School, un pensionnat à Cheltenham, où il s'intéresse aux sciences de la botanique et de la sylviculture. Un ecclésiastique récemment revenu du Canada suggère que le jeune homme se prépare lui-même au travail missionnaire dans l'ouest de son pays. Il part en 1910, traversant en bateau l'Atlantique et s'installant loin dans les terres, où il vit dans des conditions précaires, consacré aux études qui l'amènent à être diplômé du Emmanuelle Collège de l'université de Saskatchewan. Faisant son travail évangélique, voyageant souvent à cheval, il devient convaincu que les pratiques agricoles (notamment le défrichement des taillis naturels) par les habitants européens entraînent une dégradation importante des sols et une aridité potentielle des prairies du Canada. Il travaille pendant un court moment comme bûcheron et essaie d'économiser un peu d'argent, puis retourne en Angleterre pour étudier à Ridley Hall, à Cambridge.
À la veille de la Première Guerre mondiale, il combat en France dans les unités de l'artillerie royale à cheval (RHA), et est blessé à trois occasions. Après sa démobilisation, il travaille dans les services sociaux du gouvernement britannique pendant un moment.

### Travail en Afrique
St. Barbe Baker termine aussitôt ses études de sylviculture à Cambridge. Il déduit, à partir de ses observations sur la déforestation, que les résultats de la destruction des arbres sans une reforestation suffisante entraîne des problèmes d'appauvrissement des sols, le déclin de l'habitat et de la biodiversité, ainsi qu'une baisse de la disponibilité du bois pour le chauffage et les usages industriels, et une réduction de la qualité de vie.
Diplômé du programme de reforestation de Cambridge, il postule pour un travail dans la colonie britannique du Kenya. En Afrique du Nord, il voit les effets de siècles de non entretien du paysage, d'abord par la culture du blé dans les derniers temps de l'Empire romain, ensuite par les pâtures de chèvres introduites par les arabes. Immédiatement concerné par les problèmes de déforestation, il installe, en 1922, une pépinière et fonde une organisation avec le peuple Kikuyu pour prendre en charge et conduire la reforestation de la région, en utilisant des espèces locales. Dans la langue locale, l'association est nommée « Watu wa Miti ». Elle forme la première pierre de ce qui est devenu une organisation internationale, « Men of the Trees » (littéralement « Les hommes des arbres »).
Il quitte le Kenya en 1924 et rentre en Angleterre. Après avoir donné une conférence au Premier Congrès des Religions Vivantes du Commonwealth, il est approché par Claudia Stewart Coles, qui l'introduit dans la foi Bahaï, en raison de sa façon d'appréhender la religion vivante des tribus telles qu'il le formule dans « Men of the Trees ». St. Barbe Baker étudie cette religion et se convertit rapidement après (en 1924). Il retourne ensuite en Afrique, où il est nommé assistant conservateur des forêts pour les provinces du sud du Nigéria de 1925 à 1929. Il s'y rend pour faire un travail similaire à celui effectué au Kenya. Il fait également un travail de planification sylvicole sur la Côte d'Or. Pendant ce temps, il se consacre lui-même en partie à l'étude de l'écologie des forêts tropicales très complexes. Cependant, un incident se produit lorsqu'il défend un africain contre les abus d'un officiel britannique, allant ainsi à l'encontre du bureau colonial. Il est destitué de sa charge.

### Travail en Palestine
Il rejoint le Premier congrès mondial de sylviculture à Rome, et part ensuite travailler en Palestine, où il crée un chapitre local de Men of the Trees. Il rencontre et obtient le soutien de Shoghi Effendi, alors chef de la foi Bahaï, qui devient le premier membre de Men of the Trees en Palestine. Ce soutien lui apporte l'appui des dirigeants musulmans, juifs et chrétiens pour un programme de reforestation en Palestine.

### Travail en Amérique
Voyageant en Amérique, où il traverse le pays et part en tournée dans les bois de séquoia de la côte Ouest, St. Barbe Baker devient un auteur et un conférencier réputé, et connaît le succès par la radio populaire tenue par Lowell Thomas. Revenant en Angleterre en passant par l'Australie, ses pensées le ramènent à la Californie et il commence une campagne appelée Save the Redwoods. Sir Francis Younghusband, le premier président du chapitre britannique de Men of the Trees, propage sa cause au Royaume-Uni. Les contacts de St. Barbe Baker avec les États-Unis sont de plus en plus forts, et à la fin des années 1930, il travaille avec le président Franklin D. Roosevelt pour créer l'American Civilian Conservation Corps (CCC), afin d'éventuellement impliquer environ six millions de jeunes.

### Établissement deMen of the Trees
En bonne partie à cause des voyages incessants de St. Barbe Baker, les chapitres locaux de son organisation, Men of the Trees (actuellement l'International Tree Foundation au Royaume-Uni) sont fondés à l'international. Après la Seconde Guerre mondiale, une tournée de conférences à travers l'Autriche, l'Allemagne et d'autres pays, propage son projet de progressivement réduire le désert du Sahara à travers un plan stratégique pour les arbres. Cette idée prend forme après une expédition de 40 000 kilomètres dans le désert, à travers 24 pays, qu'il a effectué avec une équipe en 1952-53.
L'association de St. Barbe Baker, Men of the Trees, est parfois connue sous le nom de International Tree Foundation. En fin de compte, il y a eu des chapitres dans plus de 100 pays. Selon les estimations, les organisations qu'il a fondées ou aidées ont été responsables de la plantation d'au moins 26 millions d'arbres. Il considéré, avec Robert McCarrison et Albert Howard comme un des pères de l'agriculture biologique.

### Mort et postérité
Richard St. Barbe Baker est mort le 9 juin 1982 à Saskatoon, dans la Saskatchewan. Juste quelques jours avant sa mort, il plante son dernier arbre sur les pelouses de l'université de Saskatchewan, et il est en train de travailler à son trentième livre.
Un mémorial à St. Barbe Baker est élevé dans son village natal de West End dans le Hampshire en mars 2003. Le monument renferme un bas-relief en bronze du visage de St. Barbe Baker sculpté par Jill Tweed, inclus dans une colonne en granit de Portland. Il y a également une rue du village qui lui est dédiée.

### Foi Bahaï
David Hofman, un Bahaï canadien ayant servi dans la Maison internationale de la Justice, déclare à propos de l'entrée de St. Barbe Baker dans la foi Bahaï après 1924 : « il a toujours dit que c'était le début de sa véritable vie, et il a réalisé qu'il avait déduit tellement de bienfaits de ces prières Bahaï qu'il était juste qu'il serve la foi Bahaï du mieux qu'il le pouvait. » David Hofman a également dit que « il a répandu la connaissance de la foi partout où il allait et était très admiré par Shogi Effendi pour son dévouement à la cause de l'humanité ».